# Shae
Shae es un personaje ficticio de la serie de obras Canción de hielo y fuego del escritor estadounidense George R. R. Martin. Shae era una prostituta que se convirtió en amante y confidente de Tyrion Lannister.
Shae es descrita como una mujer de poco más de 18 años, de baja estatura, delgada, esbelta, y según Tyrion, de mirada felina. Es interpretada por la actriz germano-turca Sibel Kekilli en la adaptación televisiva de la HBO, Game of Thrones.

## Historia
Los orígenes de Shae son desconocidos, aunque ella misma admite no ser de Poniente. Según ella afirmó, su padre la obligaba a acostarse con él, por lo que terminó escapando de casa. Shae se convirtió en prostituta, y de algún modo, llegó a Poniente donde comenzó a ejercer la prostitución.

### Juego de Tronos
Shae se encontraba ejerciendo en el ejército de Lord Tywin Lannister que combatía en las Tierras de los Ríos. Bronn, el guardaespaldas de Tyrion Lannister, la encuentra y la lleva ante este, ya que Tyrion buscaba una mujer que llevarse a la cama en la noche anterior a la batalla. Tyrion queda encaprichado de la actitud provocativa y despierta de la joven y termina cogiéndole afecto. Tras la batalla, Tywin ordena a su hijo que acuda a Desembarco del Rey para ejercer de Mano del Rey en funciones, pero le advierte de no llevarse a Shae a la capital. Tyrion, deseando desobedecer a su padre, termina llevándola a la corte.

### Choque de Reyes
Sabiendo que no pueden descubrirla, Tyrion aloja a Shae en una cómoda casa en Desembarco del Rey con múltiples guardias. Progresivamente, Tyrion se va enamorando de la joven a la que pide exclusividad. Por otra parte, también se da cuenta de que Shae es un arma que sus enemigos podrían emplear contra él, de modo que hace todo lo posible para mantenerla encubierta, descubriéndola únicamente Varys, aunque este termina ayudando a Tyrion a encontrarse con ella merced a la "alianza" que ambos mantienen.
Debido a que su relación con su hermana Cersei era cada vez más tensa, Tyrion decide enviar a Shae a trabajar como doncella de Lollys Stokeworth.

### Tormenta de Espadas
Tyrion es obligado a casarse con Sansa Stark por orden de su padre, pero aun así cree que Shae correría peligro si es descubierta, así que decide buscarle un matrimonio provechoso, pero antes de que pueda llevar a cabo este plan es acusado del asesinato del rey Joffrey Baratheon y encarcelado.
Tyrion es juzgado por el asesinato del rey y Shae es presentada como uno de los testigos de la acusación. Shae traiciona a Tyrion contando cómo se conocieron, las relaciones íntimas que mantuvieron, y falsamente, la conspiración que Tyrion y Sansa planearon para asesinar al rey Joffrey; a cambio de esto, la reina Cersei prometió a Shae un caballero que la desposara.
Tyrion logra escapar de prisión gracias a la ayuda de su hermano Jaime y de Varys y logra llegar a los aposentos de Lord Tywin. Al llegar, Tyrion se encuentra a Shae en la cama de su padre. Sorprendida, Shae dice que la reina la obligó a decir todo eso y que ella aún le ama, pero Tyrion coge la cadena que tenía alrededor del cuello y la estrangula.

### Festín de Cuervos
Su cadáver es descubierto en la cama de Lord Tywin. Cersei ordena a los hermanos Kettleblack que hagan desaparecer su cuerpo y no digan nada sobre su presencia en los aposentos de Tywin.

## Diferencias entre el libro y la serie
- El carácter de Shae es distinto entre el libro y la serie, en el libro posee un carácter más bien frívolo y provocador, mientras que en la serie demuestra ser más astuta y perspicaz.

- En la serie Shae es doncella de Sansa e intenta a menudo protegerla.

- En la serie se omiten las escenas "subidas de tono" que suelen mantener Tyrion y Shae en sus múltiples encuentros.

- La relación entre Tyrion y Shae es distinta en el libro y la serie, en la serie ambos poseen una relación más sentimental y cercana, llegando a reconocer ambos estar enamorados uno del otro, mientras que en el libro su relación es más "sexual", y según el propio Tyrion reconoce para sí mismo, Shae está con él por las comodidades y protección que le ofrece.

- Cuando Tyrion contrae matrimonio con Sansa, en la serie decide dejar de verse con Shae, rompiendo su relación, mientras que en el libro ambos siguen manteniendo encuentros de forma furtiva.

- La escena en la que Tyrion encuentra a Shae en la cama de su padre es distinta entre el libro y la serie; mientras que en el libro, Tyrion mata a Shae cuando esta afirma estar enamorada de él, en la serie es Shae la que ataca a Tyrion con un puñal tratando de matarlo, aunque su final sigue siendo el mismo.[4]